# Hackelia venusta
Hackelia venusta là loài thực vật có hoa trong họ Mồ hôi. Loài này được (Piper) H. St. John mô tả khoa học đầu tiên năm 1929.